# ハイメ・ペネド
ハイメ・マヌエル・ペネド・カノ（Jaime Manuel Penedo Cano 、1981年9月26日 - ）は、パナマ・パナマ市出身の元パナマ代表プロサッカー選手。現役時代のポジションはゴールキーパー。

## 経歴

### クラブ
エストゥディアンテス・デ・パナマFCというクラブでキャリアをスタート。以来、パナマ国内のクラブを渡り歩いた。2005年夏、イタリアに渡りカリアリ・カルチョに加入したが、出場機会は全くなかった。翌シーズン、スペインに渡りCAオサスナのBチームに入団した。1シーズン過ごした後、グアテマラのCSDムニシパルに加入。
2013年8月、2015 CONCACAFゴールドカップでの活躍からロサンゼルス・ギャラクシーへ移籍。2013年8月、ACミランを招いて行われたフレンドリーマッチで移籍後初出場。2015年7月、クラブとの契約を満了し退団。

### 代表
2003年6月にパナマ代表デビュー。2015年7月11日時点で122キャップを誇る。ワールドカップ予選では通算26試合をプレーし,2018年ワールドカップにも出場している。

## 代表歴

### 出場大会
- パナマ代表
  - 2018 FIFAワールドカップ

### 試合数
- 国際Aマッチ 137試合 0得点（2003年-2018年）[9]

| パナマ代表 | 国際Aマッチ | 国際Aマッチ |
| 年         | 出場        | 得点        |
| ---------- | ----------- | ----------- |
| 2003       | 1           | 0           |
| 2004       | 7           | 0           |
| 2005       | 16          | 0           |
| 2006       | 0           | 0           |
| 2007       | 11          | 0           |
| 2008       | 6           | 0           |
| 2009       | 10          | 0           |
| 2010       | 4           | 0           |
| 2011       | 16          | 0           |
| 2012       | 10          | 0           |
| 2013       | 16          | 0           |
| 2014       | 3           | 0           |
| 2015       | 13          | 0           |
| 2016       | 11          | 0           |
| 2017       | 7           | 0           |
| 2018       | 6           | 0           |
| 通算       | 137         | 0           |

## タイトル

### クラブ
CDアラベ・ウニド
- リーガ・パナメーニャ:
  - アペルトゥーラ: 2004
  - クラウスーラ: 2004

CSDムニシパル
- リーガ・ナシオナル・グアテマラ: 
  - アペルトゥーラ: 2009, 2011
  - クラウスーラ: 2008, 2010

ロサンゼルス・ギャラクシー
- MLSカップ: 2014

ディナモ・ブカレスト
- クパ・リギー: 2016–17

### 代表
- コパ・セントロアメリカーナ: 2009

### 個人
- CONCACAFゴールドカップ大会ベストイレブン: 2005, 2013
- コパ・セントロアメリカーナゴールデングローブ: 2014